# Austrocactus philippii
Austrocactus philippii ist eine Pflanzenart in der Gattung Austrocactus aus der Familie der Kakteengewächse (Cactaceae). Das Artepitheton philippii ehrt Rudolph Amandus Philippi.

## Beschreibung
Austrocactus philippii wächst häufig verzweigend mit säulenförmigen, schlanken, niederliegenden oder aufrechten Trieben, die bei Durchmessern von 3 Zentimetern eine Länge von 10 bis 40 Zentimetern erreichen. Es sind 7 bis 10 Rippen vorhanden, die stark in Höcker gegliedert sind. Die 1 bis 5 kräftigen, geraden, stechenden Mitteldornen sind gelblich braun und 1 bis 3 Zentimeter lang. Die 5 bis 8 dünnen Randdornen sind nadelig, gerade, weißlich und 1,5 bis 2 Zentimeter lang.
Die gelblich braunen Blüten haben eine Länge von 4 bis 5 Zentimetern. Die grünen Früchte sind im Inneren weiß und schleimig.

## Verbreitung, Systematik und Gefährdung
Austrocactus philippii ist in Zentral-Argentinien sowie Zentral- und Süd-Chile verbreitet.   
Die Erstbeschreibung als Cereus philippii durch Eduard August von Regel und Ernst Schmidt wurde 1882 veröffentlicht. Franz Buxbaum stellten die Art 1963 in die Gattung Austrocactus. Weitere sind nomenklatorische Synonyme Echinocactus philippii (Regel & E.Schmidt) K.Schum. (1898), Echinopsis philippi (Regel & E.Schmidt) Nicolson (1920) und Erdisia philipii (Regel & E.Schmidt) Britton & Rose (1920).
In der Roten Liste gefährdeter Arten der IUCN wird die Art als „Near Threatened (NT)“, d. h. als gering gefährdet geführt.

## Nachweise